# Holm O. Bursum

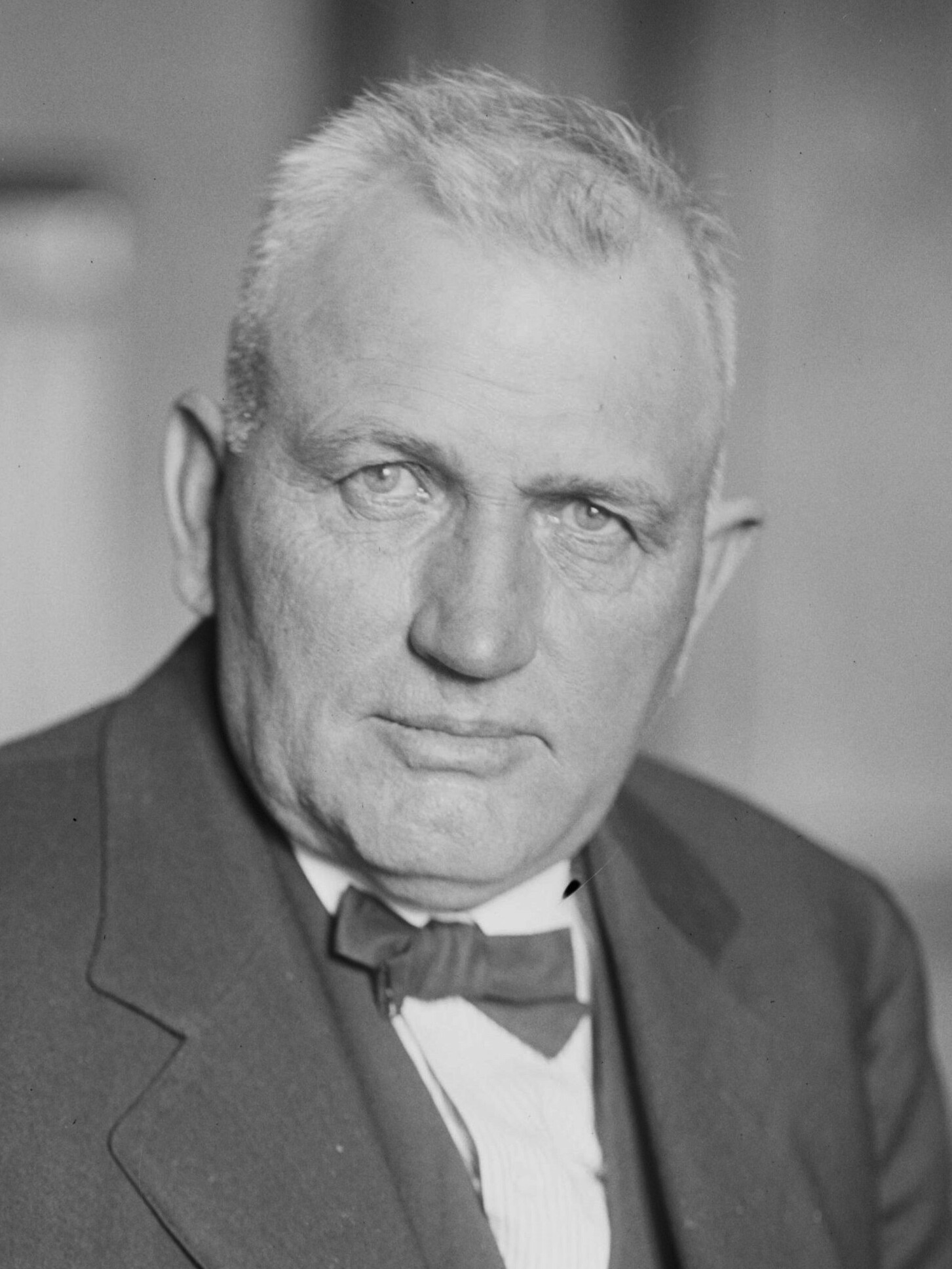
Holm O. Bursum (1921)

Holm Olaf Bursum (* 10. Februar 1867 in Fort Dodge, Iowa; † 7. August 1953 in Colorado Springs) war ein US-amerikanischer Politiker (Republikanische Partei), der den Bundesstaat New Mexico im US-Senat vertrat.
Bursum, dessen Eltern norwegischer Herkunft waren, besuchte zunächst die öffentlichen Schulen in Iowa, ehe er ab 1881 im New-Mexico-Territorium lebte. Er ließ sich in der Nähe von Socorro nieder und bestritt seinen Lebensunterhalt mit der Viehzucht. Politisch betätigte er sich zunächst von 1899 bis 1900 als Mitglied im Senat des Territoriums. Dem territorialen Zentralkomitee stand er in den Jahren 1905 und 1911 vor; 1910 wirkte er im Verfassungskonvent von New Mexico mit.
Von 1920 bis 1924 gehörte Bursum dem Republican National Committee an. In diese Zeit fällt auch seine Berufung zum US-Senator. Nachdem Albert B. Fall das Amt des US-Innenministers übernommen hatte, trat Holm Bursum am 11. März 1921 dessen Nachfolge im Kongress an. Am 20. September desselben Jahres folgte die Nachwahl, die er ebenfalls für sich entschied, sodass er bis zum 3. März 1925 im Senat verblieb. Der Versuch der Wiederwahl im Jahr 1924 blieb erfolglos.
Nachdem er sich zunächst in Washington im Zeitungsgeschäft betätigt hatte, kehrte Bursum nach New Mexico zurück und setzte seine geschäftlichen Aktivitäten fort. Er starb 1953 bei einem Aufenthalt in Colorado.